# Ницца-1
Ницца-1 (фр. Nice-1) — кантон во Франции, находится в регионе Прованс — Альпы — Лазурный Берег, департамент Приморские Альпы. Входит в состав округа Ницца.
Код INSEE кантона — 0614. Кантон Ницца-1 включает в себя часть коммуны Ницца.

## Население
Население кантона на 2007 год составляло 17 774 человека.
| 1962 | 1968 | 1975 | 1982 | 1990 | 1999   | 2006 | 2007   | 2008 |
| ---- | ---- | ---- | ---- | ---- | ------ | ---- | ------ | ---- |
| —    | —    | —    | —    | —    | 17 175 | —    | 17 774 | —    |